# Дагуань (Чжаотун)
Дагуа́нь (кит. упр. 大关, пиньинь Dàguān) — уезд городского округа Чжаотун провинции Юньнань (КНР).

## История
Во времена империи Цин в 1728 году был создан Дагуаньский комиссариат (大关厅). После Синьхайской революции в Китае была проведена реформа структуры административного деления, в результате которой комиссариаты были преобразованы в обычные уезды, и потому в 1913 году Дагуаньский комиссариат стал уездом Дагуань.
В 1917 году северная половина уезда Дагуань была выделена в отдельный уезд Яньцзинь.
После вхождения провинции Юньнань в состав КНР в 1950 году был образован Специальный район Чжаотун (昭通专区), и уезд вошёл в его состав. В 1960 году уезд Яньцзин был присоединён к уезду Дагуань, но в 1962 году воссоздан. В 1970 году Специальный район Чжаотун был переименован в Округ Чжаотун (昭通地区).
Постановлением Госсовета КНР от 13 января 2001 года округ Чжаотун был преобразован в городской округ.

## Административное деление
Уезд делится на 8 посёлков и 1 национальная волость.

## Экономика
Важное значение имеет выращивание и переработка бамбука, производство бамбуковой мебели, а также экспорт бамбуковых побегов. 